# دان بريغز
دان بريغز (بالإنجليزية: Dan Briggs)‏ هو عازف قيثارة أمريكي، ولد في 31 يناير 1985.

## وصلات خارجية
- دان بريغز على موقع ميوزك برينز (الإنجليزية)
- دان بريغز على موقع ديسكوغز (الإنجليزية)